# Гегам Сарян
Сарян Гегам Багдасарович (справжнє прізвище — Багдасарян) (вірм. Գեղամ Բաղդասարի Բաղդասարյան; 25 грудня 1902, Тавриз, Східний Азербайджан, Персія — 14 листопада 1976, Єреван, Вірменська РСР) — вірменський радянський поет, прозаїк і перекладач. Громадський діяч. Заслужений діяч культури Вірменської РСР (1967) та Української РСР (1972). Лауреат Державної премії Вірменської РСР (1970).

## Біографія
Син кравця. Навчався в вірменської єпархіальній школі. Працював учителем в Ірані (1920—1922). У 1922 переселився до Радянської Вірменії. Вчителював у Гюмрі.
У 1928—1931 працював в редакціях газет «Авангард», «Орач», «Робочий», в 1934—1935 — в журналі «Радянська література».
Потім повністю присвятив себе літературній творчості.

## Творчість
Друкувався з 1919 року. Перша книга віршів була опублікована в 1925.
Для ранньої лірики поета характерні мотиви відчаю і протесту проти важкої соціальної дійсності.
Збагатив радянську поезію Вірменії рядом цінних творів, в яких відобразив пригнічений стан жінки Сходу і її прагнення до звільнення («Гюльнара»). У Радянській Вірменії Сарян створив поему «Весілля Ширака» (1925) — про будівництво Ширакського каналу. Громадянська і патріотична лірика в його творчості звернена до минулого і сучасного Вірменії.
Його книги «Країна Рад» і «Залізний тупіт» пройняті пафосом боротьби і вірою в перемогу соціалізму. Писав про творчу працю і боротьбі за мир, про творчість і громадянський обов'язок поета.
Автор понад 40 збірок віршів, поем, ліричних пісень, балад, прозових творів. Багато його віршів стали піснями, наприклад для кінофільму «Дівчина Араратської долини». Писав також для дітей.

## У мистецтві
Живописний портрет письменника у 1956 році написав художник Карен Багдасарян.